# Fornjot (lune)
Fornjot (désignation provisoire S/2004 S 8) est l'une des lunes de Saturne. Sa découverte fut annoncée par Scott S. Sheppard, David Jewitt, Jan Kleyna et Brian G. Marsden le 4 mai 2005, d'après des observations faites entre le 12 décembre 2004 et le 11 mars 2005 et est le plus éloigné des satellites extérieurs de Saturne connus jusqu'ici.
Elle porte le nom de Fornjót, géant des tempêtes dans la mythologie nordique, père d'Ægir, Kári, et Loge.